# 可憐なアイボリー
可憐なアイボリー（かれんなアイボリー）は、日本の女性アイドルグループ。所属事務所はTWIN PLANET。所属レーベルは日本クラウン。略称は「カレアイ」

## 概要
クリエイターユニットHoneyWorksのサウンドプロデュースにより、「アイドルの常識を突き破る」ような新しいアイドルを目指し活動しているユニット。
グループ名は、「可愛さとゾウのように仲間思いで優しく強く、気高いアイドルになってほしい」という願いから、姿・形が可愛らしく守ってやりたくなるような気持ちを起こさせる「可憐」と、ゾウの象徴である「象牙（アイボリー）」を組み合わせてつけられた。また子供と大人の間、思春期の曖昧な心の色のイメージ“アイボリー色”という意味もある。
グループカラーは白。

## メンバー
| 名前                         | 愛称                | 生年月日（年齢）       | 血液型 | 出身地 | 身長  | メンバーカラー | ファンマーク                                            | 備考                                        |
| ---------------------------- | ------------------- | ---------------------- | ------ | ------ | ----- | -------------- | ------------------------------------------------------- | ------------------------------------------- |
| 小田桐ななさ おだぎり ななさ | ななさ              | 1999年7月21日（26歳）  | B型    | 青森県 | 163cm | オレンジ       | 🦀🍌 (かに、ばなな) (&#x1f980 &#x1f34c)                 |                                             |
| 柴咲あかり しばさき あかり   | あかり              | 1999年3月7日（26歳）   | B型    | 千葉県 | 157cm | 紫             | 💡💡 (電球、電球) (&#x1F4A1 &#x1F4A1)                   |                                             |
| 高澤百合愛 たかざわ ゆりあ   | ゆりぴ              | 2002年4月8日（23歳）   | A型    | 千葉県 | 159cm | 濃いピンク     | 🐰⚜️ (うさぎ、ゆりの紋章) (&#x1f430 &#x269c)            | 副リーダー                                  |
| 土屋玲実 つちや れみ         | れみりん            | 2001年2月19日（24歳）  | B型    | 静岡県 | 154cm | 緑             | 🐈🍫 (猫、板チョコ) (&#x1F408 &#x1F36B)                 |                                             |
| 寺本理絵 てらもと りえ       | りーたん            | 2002年3月24日（23歳）  | O型    | 東京都 | 156cm | 赤             | 🍥🐿 (鳴門巻き、シマリス) (&#x1f365 &#x1f43f)            | 元MISS ME                                   |
| 永尾梨央 ながお りお         | りおちゃん          | 2003年6月15日（22歳）  | O型    | 広島県 | 159cm | 青             | 🔖🌻 (ブックマーク、向日葵) (&#x1f516 &#x1f33b)         | リーダー 元アクターズスクール広島→元SPL∞ASH |
| 波左間美晴 はざま みはる     | みはるん            | 2002年4月27日（23歳）  | B型    | 福岡県 | 158cm | 薄ピンク       | 🍼🧸 (哺乳瓶 テディベア) (&#x1f37c &#x1f9f8)            |                                             |
| 福田ひなた ふくだ ひなた     | ふくひにゃ          | 2001年9月14日（23歳）  | O型    | 香川県 | 160cm | 黄             |                                                         |                                             |
| 一ノ瀬直緒 いちのせ なお     | なおちゃん          | 2001年9月8日（23歳）   | B型    | 長野県 | 153cm | 水色           | 🌷💍 (チューリップ、指輪) (&#x1f337 &#x1f48d)           | 2024年新メンバーオーディション合格者        |
| 河合ここゆ かわい ここゆ     | ここゆん            | 2009年9月5日（15歳）   | A型    | 愛知県 | 159cm | 黄緑           | 🍀🪽 (四つ葉のクローバー、翼) (&#x1f340 &#x1fabd)       | 2024年新メンバーオーディション合格者        |
| 橘美空 たちばな みく         | みくちゃん みくしぃ | 2004年11月11日（20歳） | O型    | 長野県 | 160cm | 薄紫           | 💟🐇 (ハートデコ、うさぎ) (&#x1f49f &#x1f407)           | 2024年新メンバーオーディション合格者        |
| 西原悠桜 にしはら ゆら       | ゆらこ              | 2006年11月26日（18歳） | B型    | 広島県 | 151cm | ミント         | 🍦🎀 (ソフトクリーム、結んだリボン) (&#x1f366 &#x1f380) | 2024年新メンバーオーディション合格者        |

### 旧メンバー
| 名前                 | 愛称     | 生年月日（年齢）       | 出身地   | 活動終了日    | 備考        |
| -------------------- | -------- | ---------------------- | -------- | ------------- | ----------- |
| 小坂ねね こさか ねね | ねっちゅ | 2000年6月17日（25歳）  | 神奈川県 | 2023年8月26日 | 元ASTROMATE |
| 名切みあ なきり みあ | みあたん | 2002年11月28日（22歳） | 大阪府   | 2024年2月29日 |             |

## 略歴
TWIN PLANETと日本最大級のアイドルフェス『TOKYO IDOL FESTIVAL 2021』により合同で企画されたオーディション 「TIF de Debut 2021 by TWIN PLANET」において、応募総数3,167名の中からメンバーを選抜。
2021年10月3日、TOKYO IDOL FESTIVAL 2021のグランドフィナーレにおいて、日本を代表するトップアイドルがパフォーマンスを披露したHOT STAGEでデビューを飾った。初披露曲は「いつだって戦ってる」。
2022年9月14日、Billboard Japan TikTok weekly Top 20 に「推し変なんて許さない！」が14位で初チャートイン。
2023年8月26日、小坂ねねが同日いっぱいで卒業することを発表。
2023年9月10日、「無料YouTube公開収録！～メンバーカラー大発表会SP～」において、メンバーカラーとリーダー、副リーダーを発表。
2024年2月29日、名切みあが同日いっぱいで脱退することを発表。
2024年6月22日、Zepp Shinjukuにて開催された『可憐なアイボリー 2nd LiveTour ～遠キョリ。だって本気～』東京公演において、日本クラウンより同年冬にメジャーデビューすることを発表。また新メンバーを募集するオーディションを開催することもあわせて発表した。
2024年9月23日、可憐なアイボリー公式SHOWROOM配信にて、新メンバー(4名)を発表。
2024年10月3日、「TIF ASIA TOUR 2024 in Shanghai」で初の海外ライブ出演。
2024年10月12日、「獨協医科大学　獨医祭」で初の学園祭ライブ出演。
2024年10月17日、3周年ライブにおいて、新メンバーの初お披露目。
2024年10月17日、2025年1月29日にメジャーデビューアルバム『白じゃいられない』を発売することを発表。
2024年12月から、メジャーデビュー記念東名阪ツアー「夢で見た、今の私。」を開催。
2025年1月29日、メジャーデビューアルバム『白じゃいられない」リリース。同日、「RED°TOKYO TOWER SKY STADIUM」にてメジャーデビューイベント開催。
2025年3月3日、自律神経の乱れを原因とした浮動性めまいの症状のため治療休養していた橘美空が、日常生活の歩行や運動にも支障が出ている状態が続いていることから治療に専念するためすべての活動を休止することが発表される。
2025年3月12日、2025年6月4日にメジャー1stシングル「それは好きってこと/恋のガイドブック」発売決定。「恋のガイドブック」が、地上波テレビドラマとのタイアップは初となる４月２日から放送を開始するテレ東系ドラマＮＥＸＴ「やぶさかではございません」のエンディングテーマに決定。

## 作品
順位はオリコン週間CDランキング最高位。

### CDシングル
| #                     | 発売日                | タイトル                            | 順位                  | 販売形態                     | 規格品番              | 形態                  |
| 日本クラウン レーベル | 日本クラウン レーベル | 日本クラウン レーベル               | 日本クラウン レーベル | 日本クラウン レーベル        | 日本クラウン レーベル | 日本クラウン レーベル |
| --------------------- | --------------------- | ----------------------------------- | --------------------- | ---------------------------- | --------------------- | --------------------- |
| 1                     | 2025年6月4日          | それは好きってこと/恋のガイドブック | 5位                   | CD+BOOK+トレーディングカード | CRCP-10485            | スペシャル盤          |
| 1                     | 2025年6月4日          | それは好きってこと/恋のガイドブック | 5位                   | CD+DVD                       | CRCP-10486            | 初回限定盤A           |
| 1                     | 2025年6月4日          | それは好きってこと/恋のガイドブック | 5位                   | CD+DVD                       | CRCP-10487            | 初回限定盤B           |
| 1                     | 2025年6月4日          | それは好きってこと/恋のガイドブック | 5位                   | CD                           | CRCP-10488            | カレアイ盤B           |

### CDアルバム
| #                     | 発売日                | タイトル              | 順位                  | 販売形態              | 規格品番              | 形態                    |
| 日本クラウン レーベル | 日本クラウン レーベル | 日本クラウン レーベル | 日本クラウン レーベル | 日本クラウン レーベル | 日本クラウン レーベル | 日本クラウン レーベル   |
| --------------------- | --------------------- | --------------------- | --------------------- | --------------------- | --------------------- | ----------------------- |
| 1                     | 2025年1月29日         | 白じゃいられない      | 6位                   | 2CD+LIVE DVD          | CRCP-40696/97         | 初回限定盤              |
| 1                     | 2025年1月29日         | 白じゃいられない      | 6位                   | CD                    | CRCP-40698            | かわいい盤（通常盤A）   |
| 1                     | 2025年1月29日         | 白じゃいられない      | 6位                   | CD                    | CRCP-40699            | かっこいい盤（通常盤B） |

### 配信
| #  | 配信日         | タイトル                                                             | 備考                                                         |
| -- | -------------- | -------------------------------------------------------------------- | ------------------------------------------------------------ |
| 1  | 2021年12月5日  | いつだって戦ってる/ハンコウ予告                                      |                                                              |
| 2  | 2022年5月2日   | 推し変なんて許さない!                                                |                                                              |
| 3  | 2022年8月24日  | 花火より恋                                                           |                                                              |
| 4  | 2022年10月14日 | アイドルでよかった。                                                 |                                                              |
| 5  | 2022年10月24日 | 僕らはきっとすごくない                                               |                                                              |
| 6  | 2023年2月27日  | #超絶かわいい (カレアイVer.)                                         |                                                              |
| 7  | 2023年5月4日   | ぎじれんあい                                                         |                                                              |
| 8  | 2023年6月4日   | 拝啓ライバル                                                         |                                                              |
| 9  | 2023年8月4日   | 金曜日のおはよう                                                     |                                                              |
| 10 | 2023年10月3日  | 大嫌いなはずだった                                                   |                                                              |
| 11 | 2023年10月7日  | 君は必ず好きになる                                                   |                                                              |
| 12 | 2023年10月17日 | 最近めっちゃかわいいね                                               |                                                              |
| 13 | 2024年1月22日  | SSS                                                                  | Escape i DOL名義（永尾梨央、小田桐ななさ、名切みあ）         |
| 14 | 2024年1月22日  | メルヘンライフ                                                       | ふわふわキャンディ名義（高澤百合愛、柴咲あかり、波左間美晴） |
| 15 | 2024年1月22日  | ネバギブ!                                                            | 白いスニーカー名義（福田ひなた、土屋玲実、寺本理絵）         |
| 16 | 2024年2月25日  | 同担☆拒否                                                            |                                                              |
| 17 | 2024年4月12日  | 遠キョリ。だって本気                                                 |                                                              |
| 18 | 2024年4月21日  | センパイ。 (feat. ハコニワリリィ, 可憐なアイボリー & 高嶺のなでしこ) |                                                              |
| 19 | 2024年5月6日   | チームメイト                                                         |                                                              |
| 20 | 2024年6月28日  | 人生は最高の暇つぶし                                                 |                                                              |
| 21 | 2024年8月10日  | ビュティホ                                                           |                                                              |
| 22 | 2024年11月20日 | 少女たちとアイボリー                                                 |                                                              |
| 23 | 2025年4月2日   | 恋のガイドブック                                                     | CDシングル曲先行配信                                         |
| 24 | 2025年4月16日  | それは好きってこと                                                   | CDシングル曲先行配信                                         |

### フォトブック
- 可憐なアイボリー SPECIAL PHOTOBOOK（2022年5月1日）
- 可憐なアイボリー 2nd Anniversary Memorial Photo Book -片想いなんて言わせない-（A4サイズ　表紙＋60P）（2024年6月29日）

## タイアップ
| 起用年 | タイトル         | タイアップ先                                                          |
| ------ | ---------------- | --------------------------------------------------------------------- |
| 2025年 | 恋のガイドブック | テレビ東京系 ドラマNEXT『やぶさかではございません』エンディングテーマ |

## ライブ

### ライブツアー
可憐なアイボリー 1st Live Tour〜青春リベンジ！〜
| #    | 日時              | 会場             | 備考                            |
| ---- | ----------------- | ---------------- | ------------------------------- |
| 福岡 | 2023年3月25日(土) | DRUM LOGOS       | 18時00〜                        |
| 広島 | 3月26日(日)       | BLUE LIVE        | 14時00分〜                      |
| 香川 | 4月30日(日)       | festhalle        | 16時00分〜                      |
| 愛知 | 5月3日(水・祝)    | THE BOTTOM LINE  | 16時00分〜                      |
| 大阪 | 5月4日(木・祝)    | ESAKA MUSE       | 1部：14時00分〜 2部：18時00分〜 |
| 東京 | 6月3日(土)        | 品川ステラボール | 16時00分〜                      |

可憐なアイボリー 2nd Live Tour ～遠キョリ。だって本気〜
| #    | 日時              | 会場                | 備考                        |
| ---- | ----------------- | ------------------- | --------------------------- |
| 愛知 | 2024年4月13日(土) | 名古屋ReNY limited  | 1部：14：00〜 2部：18：00〜 |
| 広島 | 4月27日(土)       | BLUE LIVE HIROSHIMA | 1部：14：00〜 2部：18：00〜 |
| 福岡 | 4月28日(日)       | Drum logos          | 1部：13：00〜 2部：16：45〜 |
| 青森 | 5月11日(土)       | BLACKBOX            | 1部：14：00〜 2部：18：00〜 |
| 香川 | 5月25日(土)       | festhalle           | 1部：14：00〜 2部：18：00〜 |
| 大阪 | 6月8日(土)        | umeda TRAD          | 1部：13：00〜 2部：16：45〜 |
| 東京 | 6月22日(土)       | Zepp Shinjuku       | 18：00〜                    |

### 単独ライブ・イベント
可憐なアイボリー クリスマスパーティー 2023 
2023年12月22日(金)1部　14:00～　2部　18:00～　TOKYO FMホール

可憐なアイボリーとオンライン個別お話会(2023年12月23日（土）)(オンラインイベント)

可憐なアイボリー ユニットパーティー
2024年1月21日(日)1部　14:00～　2部　18:00～　池袋harevutai

土屋玲実誕生祭「Enjoy Remi’s Dreams！ 〜今日限り！れみりんプロデュース カレアイHoneyWorksパーティー〜」
2024年2月23日(金・祝)　13:00～　静岡SOUND SHOWER ark 清水

可憐なアイボリー 定期公演 
～僕らはいつだって戦ってる～ Vol.3
2024年2月23日(金・祝）　16:45～　静岡SOUND SHOWER ark 清水

柴咲あかり誕生祭「柴咲あかり爆誕～元気なアイドルあかりサンシャイン～」　
2024年3月10日(日)　14:00～　池袋harevutai

寺本理絵誕生祭「P.r.i.D.e」　
2024年3月10日(日)　18:00～　池袋harevutai

可憐なアイボリー 春の単独公演～僕らの結び目はほどけない～　
2024年3月31日(日） 18時30分～　CLUB CITTA’ 川崎

高澤百合愛誕生祭「♡ゆりぴおめぴ♡ ～みんなと22歳も両思いでいられますように～」
2024年4月14日(日)　 14時00分～　池袋harevutai

波左間美晴誕生祭「♡Welcome to Miharun’s world♡ 〜みんなでみはるっく大作戦(๑˃̵ᴗ˂̵)و〜」　2024年4月14日(日)　時間：18時00分～　池袋harevutai

可憐なアイボリーとオンライン個別お話会

2024年1月28日（日）

2024年3月28日(木)、29日(金)

2024年4月23日（火）、25日（土）

2024年5月18日（土）

2024年6月30日（日）

2024年9月28日(土) 

2024年10月27日(日) 

2024年11月26日、27日 

2024年12月15日(日) 

永尾梨央誕生祭「今日だけ君の。」
2024年7月5日(金)　18時30分～　赤羽ReNY alpha

〜スーパーななさまつり〜
2024年7月11日(木)　18時30分～　白金高輪SELENE b2　

福田ひなた誕生祭 ～好き好き詰め合わせ！🐈福ひにゃ袋～
(2024年9月22日(日)(1部)  神田明神ホール)

可憐なアイボリー カレアイ+会員限定ファンミ「かれあいのおうち。」
(2024年9月22日(日)(2部)神田明神ホール)

可憐なアイボリーと浴衣で縁日大会
(2024年9月29日(日)パームス秋葉原 7F)※マカオ公演代替イベント(一般参加有り)

可憐なアイボリー 3rd Anniversary Live 〜少女たちとアイボリー〜  (2024年10月17日(木)Zepp Shinjuku )

可憐なアイボリー 3rd Anniversary Live 〜少女たちとアイボリー〜開催記念オンラインくじ　 (2024年10月19日～11月4日)(オンラインイベント)
メジャーデビューアルバム「白じゃいられない」リリース記念イベント

2024年11月9日（土）エンタバアキバ内イベントスペース（ミニライブ＆グループ・個別撮影・サイン会)

2024年11月10日（日）カメイドクロック　カメクロコート（ミニライブ＆グループ・個別撮影・サイン会)

2024年11月16日（土）新宿マルイ メン 屋上イベントスペース（ミニライブ＆グループ・個別撮影・サイン会)

2024年11月17日（日）昭島モリタウンMOVIXガーデンステージ（ミニライブ＆グループ・個別撮影・サイン会)

2024年11月23日、24日(オンラインサイン会・オンライントーク会)

2024年11月30日（土）汐留シオサイト地下歩道（ミニライブ＆グループ・個別撮影・サイン会)

2024年12月7日（土）ヨシヅヤYストア西春店(愛知)(ミニライブ＆グループ・個別撮影・サイン会)

2024年12月8日（日）(オンラインサイン会)

2024年12月14日（土）タワーレコード錦糸町パルコ店（グループ・個別撮影・サイン会)

2024年12月15日（日）ヴィレッジヴァンガード渋谷本店（ミニライブ＆グループ・個別撮影・サイン会)

2024年12月21日（土）タワーレコード渋谷店 B1F CUTUP STUDIO（ミニライブ＆グループ・個別撮影・サイン会)

2024年12月23日（月）ヨドバシカメラマルチメディア梅田 ヨドバシホール （ミニライブ＆グループ・個別撮影・サイン会)

2025年1月12日（日）アリオ川口１Fセンターコート（ミニライブ＆グループ・個別撮影・サイン会）(2部制)

2025年1月13日（月・祝）イオンレイクタウンkaze　１F翼の広場（ミニライブ＆グループ・個別撮影・サイン会）(2部制)

2025年1月18日（土）タワーレコード新宿店９Fイベントスペース(1分間撮影タイム＆グループ・個別撮影・サイン会)

2025年1月19日（日）テラスモール松戸2階こもれびステージ（ミニライブ＆グループ・個別撮影・サイン会）(2部制)

2025年1月25日（土）ヴィレッジヴァンガード＋PLUS(イオンレイクタウンmori)（ミニライブ＆グループ・個別撮影・サイン会）

2025年1月26日（日）(オンラインサイン会)

2025年1月28日（火）ダイバーシティ東京プラザ２F　フェスティバル広場（ミニライブ＆グループ・個別撮影・サイン会）

2025年1月29日（水）RED°TOKYO TOWER SKY STADIUM(東京タワー5階)（ミニライブ＆グループ・個別撮影・サイン会）(2部制)

2025年1月30日（木）エンタバアキバ　イベントスペース（ミニライブ＆グループ・個別撮影・サイン会）

2025年1月31日（金）ららぽーと豊洲　シーサイドデッキメインステージ（ミニライブ＆グループ・個別撮影・サイン会）

2025年2月1日（土）P.O南青山ホール(限定イベント)（ミニライブ＆グループ・個別撮影・サイン会）(2部制)

2025年2月2日（日）イオンモール幕張新都心　グランドモール1Fグランドスクエア（ミニライブ＆グループ・個別撮影・サイン会）

2025年2月9日（日）日本クラウン株式会社　クラ徳ショップ限定イベント（メンバー個別私服撮影＆個別トークイベント）(2部制)

可憐なアイボリー メジャーデビュー記念東名阪ツアー 〜夢で見た、今の私。〜 

2024年12月6日（金）NAGOYA ReNY limited (名古屋) 1部14:30～　2部18:30～

2024年12月22日（日）バナナホール(大阪) 1部14:30～　2部18:30～

2025年1月11日（土）veats SHIBUYA(東京) 1部14:30～　2部18:30～

可憐なアイボリー クリスマスパーティー 2024 (2024年12月24日(火) 1部　14:30～　2部　18:30～ 横浜YJTホール)

夢で見た今の私。後夜祭 (2025年2月23日（日）18：15～　Hall Mixa)
2025年　誕生祭
- 土屋玲実 (2025年2月23日（日）13：45～　Hall Mixa)
- 柴咲あかり（2025年4月6日（日）14：30～　YOANI Live Station）
- 寺本理絵（2025年4月6日（日）18：30～　YOANI Live Station）
- 高澤百合愛（2025年4月29日（火祝）14：30～　YOANI Live Station）
- 波左間美晴（2025年4月29日（火祝）18：30～　YOANI Live Station）
- 永尾梨央（2025年6月29日（日）13：45～　Theatre Mixa）
- 小田桐ななさ（2025年6月29日（日）18：15～　Theatre Mixa）

メジャー1stシングル「それは好きってこと/恋のガイドブック」リリースイベント

2025年3月15日（土） カメイドクロック カメイドコート(ミニライブ＆個別メンバー握手＆トーク会)

2025年3月22日（土）新宿マルイメン　屋上(ミニライブ＆個別メンバー撮影会)

2025年3月30日（日）昭島モリタウン　MOVIXガーデン(ミニライブ＆個別メンバー握手＆トーク会)

2025年4月5日（土）汐留シオサイト地下歩道(ミニライブ＆個別メンバー握手＆トーク会)

2025年4月12日（土）あまがさきキューズモール２F　Q's Park(ミニライブ＆個別メンバー握手＆トークor個別撮影会)

2025年4月27日（日）広島駅南口地下広場(ミニライブ＆個別メンバー握手＆トークor個別撮影会)

2025年5月3日（土）ヨドバシカメラ　マツチメディア博多３Fイベントスペース(ミニライブ＆個別メンバー握手＆トークor個別撮影会)

2025年5月5日（月・祝）ヴィレッジヴァンガード渋谷本店(ミニライブ＆個別メンバー握手＆トーク会)

2025年5月6日（火・祝）オンラインイベント　リミスタオンラインサイン会

2025年5月10日（土）昭島モリタウン　MOVIXガーデン(ミニライブ＆個別メンバー握手＆トーク会)

2025年5月11日（日）アリオ橋本店　１F屋外イベント広場(ミニライブ＆個別メンバー握手＆トーク会)

2025年5月23日（金）ヴィレッジヴァンガード名古屋パルコ　屋内イベントスペース(ミニライブ＆個別メンバー握手トークor個別撮影会会)

2025年5月31日（土）カメイドクロック カメイドコート(ミニライブ＆個別メンバー撮影or動画撮影)

2025年6月1日（日）WALL&WALL　(アマゾン限定　スペシャルライブ　特典会+抽選会)　

2025年6月3日(火)エンタアキバ内イベントスペース(ミニライブ、個別メンバー握手＆トーク会or個別撮影＆グループ撮影会)

2025年6月4日(水)東京ドームシティ　ラクーア　ガーデンステージ(ミニライブ、個別メンバー握手＆トーク会or個別撮影)

2025年6月5日(木)汐留シオサイト地下歩道(ミニライブ、個別メンバー握手＆トーク会or個別撮影＆グループ撮影会)

2025年6月6日(金)ららぽーと豊洲　シーサードデッキメインステージ(ミニライブ、個別メンバー握手＆トーク会or個別撮影＆グループ撮影会)

2025年6月7日(土)吉祥寺PARCO　屋上イベントスペース(ミニライブ、個別メンバー握手＆トーク会or個別撮影＆グループ撮影会)

2025年6月8日(日)ビナウォーク5番館1階ビナステップ(ミニライブ、個別メンバー握手＆トーク会or個別撮影＆グループ撮影会)

2025年7月5日(土)MARRYGRANT AKASAKA)（個別握手、動画撮影会）

可憐なアイボリー 全国ツアー２０２５　それは好きってこと　

2025年4月11日から全国6か所(大阪、札幌、広島、福岡、名古屋、横浜)にて開催

2025年4月11日（金）梅田　クラブクアトロ

2025年4月19日（土）札幌cube garden

2025年4月26日（土）広島LIVE VANQUISH

2025年5月4日（日）福岡DRUM LOGOS

2025年5月24日（土）名古屋ボトムライン

2025年5月25日（日）横浜ランドマークホール

### 主催対バン・フェス
- 春の可憐なアイドルフェス (2024年3月31日(日)CLUB CITTA'川崎)[35]

### 対バン・フェス

#### 2021年
- TOKYO IDOL FESTIVAL 2021[36]（2021年10月3日(日)、TIF2021 HOT STAGE） (※TIF de Debut 2021)
- LAWSON presents HoneyWorks Premium Live 2021〜ハニフェス〜[37]（2021年12月28日(火)、東京・中野サンプラザ ）

#### 2022年
- 超NATSUZOME2022[38]（2022年7月3日(日)、千葉・幕張海浜公園Gブロック特設会場）
- JAPAN IDOL SUPER LIVE 2022 夏の大祭典編[39]（2022年7月12日(火)、東京・豊洲PIT ）
- SPARK 2022 in YAMANAKAKO[40]（2022年7月18日(月・祝)、山梨・山中湖交流プラザきらら ）
- LAWSON presents CHiCO with HoneyWorks summer hall tour 2022 「Bee with U」（2022年7月22日(金)・23日(土)、東京・中野サンプラザホール）
- TOKYO IDOL FESTIVAL 2022 supported by にしたんクリニック[41]（2022年8月6日(土)、東京・フジテレビ湾岸スタジオ屋上、青海臨時駐車場P地区）
- JamsCollection presents『ジャムズセッション!! vol.3-真夏の大感謝祭-』[42]（2022年8月17日(水)、東京・Spotify O-WEST）
- MARQUEE祭 Vol.119[43]（2022年8月18日(木)、東京・Spotify O-WEST）
- MARQUEE Fes.[44]（2022年9月14日(火)、東京・ Spotify O-WEST）
- 超アイドル祭2022[45]（2022年10月4日(火)、東京・豊洲PIT）
- 超パーティー2022[46]（2022年10月15日(土)、埼玉・さいたまスーパーアリーナ ） (※HoneyWorks feat. 可憐なアイボリー)
- MARQUEE祭 Vol.122[47]（2022年11月10日(木)、東京・Spotify O-WEST）
- JAPAN IDOL SUPER LIVE 2022 秋の大祭典編[48]（2022年11月28日(月)、東京・豊洲PIT）
- MARQUEE祭 Vol.124[49]（2022年12月12日(月)、東京・Spotify O-EAST ）
- miniTIF vol.80,81 クリスマスSP!![50]（2022年12月24日(土)、東京・GARDEN 新木場 FACTORY)
- ＃透色優色[51]（2022年12月29日(木)、東京・SELENE b2）

#### 2023年
- NewYear Premium Party 2023（2023年1月2日(月)、東京・お台場・青海周辺エリア(フジテレビ本社フォーラム)）
- アイドル甲子園 in Spotify O-EAST 2023（2023年1月4日(水)、東京・Spotify O-WEST）
- Radio have Fun Live×Live（2023年1月14日(土)、東京・なかのZERO小ホール）
- ReNY SUPER LIVE 2023（2023年1月27日(金)、東京・新宿ReNY）
- ＃ババババンビ presents 馬馬馬馬鹿者祭（2023年1月29日(日)、東京・Spotify O-WEST）
- ジャムズセッション!! vol.4（2023年2月1日(水)、東京・Spotify O-WEST）
- EVOLUTION POP! Vol.63（2023年2月4日(土)、東京・Spotify O-WEST）
- @JAM PARTY vol.81（2023年2月12日(日)、神奈川・横浜MMブロンテ）
- サコフェス・ハイパー・スペシャル・デラックス!!!（2023年2月18日(土)、東京・Spotify O-WEST）
- ミクチャアイドルフェス（2023年2月19日(日)、東京・神田明神ホール）
- アイドル甲子園 in 新宿BLAZE（2023年2月26日(日)、東京・新宿BLAZE）
- むれなでしこ -群撫子- vol.3（2023年2月27日(月)、東京・Spotify O-WEST）
- LEADING PREMIUM（2023年3月5日(日)、東京・豊洲PIT）
- ReNY SUPER LIVE 2023 MARCH. SUPER PREMIUM公演（2023年3月8日(水)、東京・新宿ReNY）
- IDORISE!! FESTIVAL 2023（2023年3月11日(土)、東京・Spotify O-WEST）
- SELENE PRINCESS #14（2023年3月15日(水)、東京・白金高輪SELENE b2）
- アイドル甲子園 in 新宿BLAZE（2023年3月19日(日)、東京・新宿BLAZE）
- MARQUEE祭 Vol.129（2023年3月23日(木)、東京・Spotify O-WEST）
- ＃透色優色（2023年3月27日(月)、東京・新宿BLAZE）
- イットライブ Vol.2（2023年4月17日(月)、東京・Spotify O-EAST）
- SELENE PRINCESS #19（2023年4月20日(金)、東京・白金高輪SELENE b2）
- LIVE HIKING!! vol.00（2023年4月21日(土)、東京・Zepp DiverCity(TOKYO)）
- アイドルジェネレーション vol.60（2023年4月22日(土)、東京・中野サンプラザホール）
- TOKYO GIRLS GIRLS（2023年4月28日(金)、東京・品川インターシティホール）
- 歌舞伎町UP GATE↑↑（2023年5月6日(土)、東京・新宿BLAZE）
- マスカレイド・アイドル（2023年5月13日(土)、東京・KANDA SQUARE HALL）
- MARQUEE Fes.（2023年5月16日(火)、東京・Spotify O-EAST）
- アイドル甲子園 in 品川インターシティホール（2023年5月21日(土)、東京・品川インターシティホール）
- I Love Darlin’ SP（2023年5月24日(水)、東京・新宿BLAZE）
- MARQUEE祭 Vol.131（2023年5月25日(木)、東京・Spotify O-WEST）
- TIF ASIA TOUR 2023 in Tokyo（2023年6月11日(日)、東京・池袋harevutai）
- うるトラフェスタ vol.15（2023年6月26日(月)、東京・渋⾕ CLUB QUATTRO）
- ッスッゴイライブ（2023年6月28日(水)、東京・白金高輪SELENE b2）
- 超NATSUZOME 2023（2023年7月2日、千葉・海浜幕張公園Gブロック）
- アイドル V×R フェス #02（2023年7月8日(土)、東京・duo MUSIC EXCHANGE）
- ッスッゴイライブ（2023年7月9日(日)、東京・白金高輪SELENE b2）
- SPARK 2023 in YAMANAKAKO（2023年7月15(土)・16日(日)、山梨・山中湖交流プラザきらら）
- ガラフェス・大本命！！トツゲキ！サマーソルトドロップ（2023年7月30日(日)、東京・上野水上音楽堂）
- TOKYO IDOL FESTIVAL 2023 supported by にしたんクリニック（2023年8月6日(日)、東京・フジテレビ湾岸スタジオM2スタジオ）
- dot yell fes SUMMER SP 2023（2023年8月14日(月)、神奈川・KT Zepp YOKOHAMA）
- 『ジャムズセッション!!』-真夏のプレミアム-（2023年8月15日(火)、神奈川・KT Zepp YOKOHAMA）
- ＃透色優色（2023年8月15日(火)、東京・Shibuya WWWX）
- NEO KASSEN 2023（2023年8月17日(木)、東京・duo MUSIC EXCHANGE）
- アイドル甲子園 PREMIUM in 新宿BLAZE（2023年8月18日(金)、東京・新宿BLAZE）
- @JAM EXPO 2023 supported by UP-T（2023年8月27日、神奈川・横浜アリーナ）
- エンドレスサマー2023（2023年8月31日(木)、東京・Spotify O-WEST）
- ッスッゴイライブ（2023年9月7日(木)、東京・Spotify O-EAST）
- Peel the Apple presents Fruits Showcase Vol.1（2023年9月12日(火)、東京・Spotify O-WEST）
- MARQUEE Fes. -day2-（2023年9月14日、東京・Spotify O-EAST）
- 第1回 idol Festival -i am doll-（2023年9月17日(日)、神奈川・横浜ベイホール）
- Girls Be Ambitious!!（2023年9月18日(月・祝)、東京・ヒューリックホール東京）
- NAKAYOSHI FES. 2023（2023年9月23日(土)、東京・duo MUSIC EXCHANGE）
- MARQUEE Fes. -day2-（2023年9月14日、東京・Spotify O-EAST）
- マスカレイド・アイドル Vol.2（2023年9月23日(土)、東京・KANDA SQUARE HALL）
- アイドル甲子園 PREMIUM in 新宿BLAZE（2023年9月29日(金)、東京・新宿BLAZE）
- かすみ草とステラpresents「大青春祭」（2023年10月2日(月)、東京・Spotify O-EAST）
- iCON DOLL STAGE vol.5? SPECIAL STAGE!(2023年10月13日(金)恵比寿LIQUIDROOM)
- 秋 -AKI-(2023年10月15日(日)新宿BLAZE)
- かすみ草とステラ主催公演「大青春祭後夜祭」(2023年10月25日(水)渋谷近未来会館)
- Appare! HALLOWEEN 2023 (2023年10月28日(土)GARDEN 新木場 FACTORY)
- マスカレイド・アイドルVol.3 HALLOWEEN(2023年10月29日(日)品川インターシティホール)
- 秋葉原アイドルサーキット vol.3 (2023年11月3日(金)P.A.R.M.S秋葉原店)
- MARQUEE Fes.(2023年11月14日(火)Spotify O-WEST)
- あいまいみーまつりvol.4  (2023年11月15日(水)白金高輪SELENE b2)
- iLiVE！ Vol.10  (2023年11月16日(木)KANDA SQUARE HALL)
- HYPE IDOL! Vol.41   (2023年11月18日(土)山野ホール)
- HYPER HEROINES FES   (2023年11月26日(日)東武動物公園(イベントステージHOLA!))
- マスカレイド・アイドルVol.4  (2023年12月2日(土)KANDA SQUARE HALL)
- dot yell fes WINTER SP (2023年12月5日(火)ヒューリックホール東京)
- ッスッゴイライブ?5th anniversary SP LIVE?  (2023年12月10日(日)品川ステラホール)
- HYPE IDOL! Vol.42 (2023年12月10日(日)ヒューリックホール東京)
- MARQUEE祭 Vol.138 (2023年12月11日(月)渋谷Spotify O-West)
- ガラフェス (2023年12月17日(日)日比谷野外音楽堂)
- MuseMusic  (2023年12月19日(火)Veats Shibuya)
- TOKYO GIRLS GIRLS   (2023年12月26日(火)品川インターシティホール)
- LEADING PREMIUM 年末感謝祭’23 (2023年12月28日(木)duo MUSIC EXCHANGE)
- アイドルジェネレーション vol.61 in Zepp DiverCity(TOKYO) (2023年12月30日(土)Zepp DiverCity TOKYO)

#### 2024年
- 謹賀新年！アイドル初夢ライブ supported by @JAM  (2024年1月2日(火)Zepp DiverCity TOKYO)
- 「アイドル甲子園 in Spotify O-EAST 2024」PART2 (2024年1月4日(木)Spotify O-EAST)
- GIRLS☆DELIGHT#244  (2024年1月6日(土)白金高輪SELENE b2)
- HYPE IDOL！NewYear SP (2024年1月7日(日)豊洲PIT)
- ッスッゴイフェス～2daysSP～ (2024年1月9日(火)Spotify O-EAST)
- カオガトウダイ (2024年1月9日(土)恵比寿ガーデンホール)
- TOKYO AUTO SALON 2024 (2024年1月14日(日)幕張メッセ)
- UP-T FESTIVAL Vol.3 (2024年1月26日(土)品川インターシティホール)
- dot yell fes PREMIUM vol.3 2024年1月30日(火)duo MUSIC EXCHANGE)
- ツインテールフェス2024 (2024年2月2日(金)Spotify O-WEST)
- Fabulous Night SP！(2024年2月4日(日)duo MUSIC EXCHANGE)
- EVOLUTION POP! Vo.70(2024年2月4日(日)Spotify O-EAST)
- I drip Fes(2024年2月7日(水)CLUB QUATTRO)
- にゃんフェス (2024年2月10日(土)Spotify O-WEST)
- オカオガトウダイ(2024年2月11日(日)duo MUSIC EXCHANGE)
- アイドルジェネレーション vol.62(2024年2月11日(日)品川インターシティホール)
- GIRLS☆DELIGHT#257 -Valentine Special-(2024年2月15日(木)新宿BLAZE)
- dot yell fes PREMIUM vol.4 (2024年2月17日(土)・18日(日)Zephyr Hall)
- LEADING GARDEN  (2024年3月3日(日)GARDEN 新木場 FACTORY)
- iLiVE! WHITEDAY ～渋谷サーキット～ (2024年3月4日(月)duo MUSIC EXCHANGE)
- IDORISE!! FESTIVAL 2024 前夜祭(2024年3月8日(金)Spotify O-EAST)
- IDORISE!! FESTIVAL 2024(2024年3月9日(土)Spotify O-WEST)
- TOKYO GIRLS GIRLS(2024年3月14日(木)Zepp DiverCity)
- iCON DOLL STAGE 2024 vol.14(2024年3月16日(土)duo MUSIC EXCHANGE)
- Rocket Fes with ラーメンWalkerキッチン IDOL Live(2024年3月23日(土)ところざわサクラタウンジャパンパビリオンホールA)
- HYPE IDOL！0324(2024年3月24日(日)渋谷ヒカリエホール)
- ッスッゴイフェス(2024年3月26日(火)Zepp Shinjuku)
- GIRLS☆DELIGHT#267-SpringSpecial-(2024年4月3日(水)白金高輪SELENE b2)
- ジャムズセッション!! -春開幕SP-(2024年4月5日(金)Spotify O-EAST)
- dot yell fes vol.40(2024年4月6日(土)横浜ランドマークホール)
- TOKYO GIRLS GIRLS “Day2”(2024年4月7日(日)ステラホール)
- SACOFES. UNIVERSE(2024年4月21日(日)豊洲PIT)
- KASSEN(2024年4月21日(日)SHIBUYA QUATTRO)
- のらくらFes！vs Zepp Shinjuku　(2024年4月24日(水)Zepp Shinjuku)
- ハニフェス ～女子校文化祭 日比谷～[52]（2024年4月29日（月・祝）日比谷野外音楽堂）
- dot yell fes vol.41 (2024年5月1日(水)WITH HARAJUKU HALL)
- TIF学園「学園祭 春」(2024年5月4日(土)ベルエポック第二校舎/WITH HARAJUKU)
- 歌舞伎町UP GATE↑↑2024 (2024年5月5日(日)歌舞伎町タワーステージ)
- MyDearDarlin’Pre -番外編Identity seeking-キラキラ LIVE-(2024年5月9日(木)白金高輪SELENE b2)
- HYPE IDOL ! (2024年5月17日(金)Zepp Shinjuku)
- Genki Japan fes (2024年5月19日(日)JIJI PRESS HALL)
- GIRLS☆DELIGHT#284 -大無銭祭- (2024年5月23日(木)横浜1000CLUB)
- STAiNY新メンバーお披露目公演  (2024年5月23日(木)duo MUSIC EXCHANGE)
- GIRLS IDOL PARTY (2024年5月29日(水)新宿ReNy)
- Weekday session (2024年5月30日(木)Spotify O-nest)
- うるトラすフェスタ vol.24  (2024年5月31日(金)渋谷CLUB QUATTRO)
- ハニフェス ～女子校文化祭 渋谷～[53]（2024年6月2日（日）LINE CUBE SHIBUYA
- MARQUEE Fes. (2024年6月4日(火)Spotify O-EAST)
- 罪FES vol.4 (2024年6月5日(水)Spotify O-WEST)
- New Generations!! × HYPEIDOL!  (2024年6月11日(火)Spotify O-WEST)
- dot yell fes PREMIUM vol.7(2024年6月12日(水)Shinjuku BLAZE)
- TOKYO GIRLS GIRLS circuit!!(2024年6月12日(水)WWW X)
- アイドルまにあ!!Next (2024年6月13日(木)白金高輪SELENE b2)
- 百花繚乱 vol.4 (2024年6月14日(金)Spotify O-WEST)
- UP-T FESTIVAL Vol.4(2024年6月16日(日)KANDA SQUARE HALL)
- HEROINES FES(2024年6月27日(木) duo MUSIC EXCHANGE)
- 超NATSUZOME2024  (2024年7月7日(日)幕張海浜公園 Gブロック)
- MASH FREE LIVE(2024年7月13日（土）札幌　MASH HALL)
- HBCラジオ「タイトル未定の日曜日の予定は未定」presents プレミアムアイドルライブ(2024年7月14日（日）札幌市北3条広場(akapura))
- SPARK 2024 in KAWASAKI　(2024年7月15日（月・祝）川崎・東扇島東公園)
- dot yell PREMIUM vol.9 (DAY1/2)(2024年7月17日(水)、18日(木) 白金高輪SELENE b2)
- お台場冒険王2024 TIF presents アイドルステージ(2024年7月20日(土) クルマ買取はソコカラ ステージ)
- Peel the Apple presents Fruits Showcase Vol.5　(2024年7月22日(月)　Spotify O-WEST)
- HYPER HEROINES FES (2024年7月28日(日)東武動物公園)
- Tokyo & Night SUMMER(2024年8月1日(木)　Spotify O-EAST)
- TIF2024 カレアイ DREAMステージ(2024年8月2日(金)　クルマ買取はソコカラ ステージ)
- TIF2024 (2024年8月4日(日)　SKY STAGE／DOLL FACTORY)
- IDOL SUMMER JUNGLE DAY1 (2024年8月10日(土) お台場R地区 SAMAJUN STAGE)
- IDOL SUMMER JUNGLE DAY2 (2024年8月11日(日) お台場R地区 SUMMER STAGE)
- アイドルの高み vol.5[54] (2024年8月13日(火) Spotify O-EAST)
- NEO KASSEN2024 (2024年8月15日(木) duo MUSIC EXCANGE)
- SWEET PARTY　(2024年8月16日(金) ALTA KEY STUDIO)
- 可憐なproject アキシブproject × 可憐なアイボリー 2MAN LIVE(2024年8月17日(土)  Veats Shibuya)
- ッスッゴイライブ～summer SP～[55] 2024年8月18日(日) 品川ステラボール)
- STYLISH (2024年8月18日(日) 渋谷WWW X)
- HEROINS SUMMER 2024[56] (2024年8月24日（土）東武動物公園)
- Appare! Presents エンドレスサマー2024[57] (2024年8月27日(火) duo MUSIC EXCHANGE)
- DMMオンクレフェス2024～オンラインを飛び越えて夏の課外活動！～[58] (2024年8月31日（土）ベルサール秋葉原)
- UP-T presents かがやきフェス2024[59](2024年9月7日(土)本多の森北電ホール(金沢))
- MUSH IDOL[60](2024年9月9日(月) Zepp Shinjuku)
- ＠JAM EXPO 2024 アイドル大運動会 supported by UP-T[61] (2024年9月15日（日）横浜アリーナ　…2回し)
- ＠JAM EXPO 2024 アイドル大運動会 supported by UP-T(2024年9月16日（月・祝）横浜アリーナ)
- Zeppin Pot[62] (2024年9月17日（火）KT Zepp YOKOHAMA)
- 夜光性アミューズ PRESENTS YORU-FES vol.3[63] (2024年9月25日（水）Zepp DiverCity)
- MARQUEE祭 Vol.149[64](2024年9月26日（木）Spotify O-WEST)
- かすみ草とステラ presents 大青春祭２０２４[65](2024年10月2日（水）Spotify　O-WEST)
- TIFASIATOUR 2024 in Shanghai[66](2024年10月3日(木)～4日(金)バンダイナムコ上海文化センター・夢想劇場)
- TOKYO GIRLS GIRLS[67](2024年10月7日（月）KT Zepp Yokohama)
- 第51回獨医祭[68] (2024年10月12日(土) 獨協医科大学 創立30周年記念館　関湊記念ホール)
- dot yell fes PREMIUM vol.10 (2024年10月13日(日) EBiS303)
- KAWAII LAB. presents. KAWAII SONIC (2024年10月25日（金）EX THEATER ROPPONGI)
- ツインプラネット感謝祭[69](2024年10月30日（水）EX THEATER ROPPONGI)
- icon DOLL LOUNGE 2024 HARAJUKU AUTUMN COLLECTION 1st DAY[70] (2024年11月2日(土) ラフォーレミュージアム原宿)
- POP UP SHOP BY iCON DOLL LOUNGE 2024[71](2024年11月3日（日）ラフォーレ原宿５F(MAKE THE STAGE内))(ファッションイベント)
- icon DOLL LOUNGE 2024 HARAJUKU AUTUMN COLLECTION FINAL DAY (2024年11月4日 (月) ラフォーレミュージアム原宿)
- DearLinkデビュー記念ライブ[72] (2024年11月7日（木）白金高輪SELENE b2)
- B.L.T. W LIVE + vol.3[73] (2024年11月13日（水）duo MUSIC EXCHANGE)
- 衛星とカラテア presents 超 明星現象[74](2024年11月14日（木）Veats SHIBUYA)
- ッスッゴイライブ～SP LIVE～[75](2024年11月19日（火）豊洲PIT)
- のらくらFes！2024！秋！[76](2024年11月21日（木）WOMB LIVE)(一ノ瀬直緒はアイふた vol.58出演のため、欠場)
- TOKYO GIRLS GIRLS extra!![77](2024年11月22日（金）神田明神ホール)
- MARQUEE祭 Vol.151[78](2024年11月28日（木）Spotify O-WEST)
- TIF ASIA TOUR 2024 in SEOUL with 特典少女戦線[79] (2024年12月1日(日) YES24 WONDER HALL (韓国 ソウル))
- WEET PARTY 2024感謝祭[80] (2024年12月4日（水）白金高輪SELENE b2)
- ちゅらまちゅり[81](2024年12月12日（木）WOMB LIVE)
- ッスッゴイ×dot yell fes[82](2024年12月14日(土) 品川インターシティホール)
- ルージュブック主催 -AKAMATSURI-2024[83](2024年12月20日（金）渋谷ストリームホール)
- dot yell fes FINAL[84](2024年12月26日（木）WITH HARAJUKU HALL)※ドットエールフェスの最終公演
- LEADING PREMIUM 年末感謝祭’24[85](2024年12月27日（金）Spotify O-WEST)
- SPARK2024 in SHINAGAWA[86] (2024年12月30日（月）品川ステラホール)

#### 2025年
- 謹賀新年！アイドル初夢ライブ 2025 supported by @JAM/ダイキサウンド (2025年1月2日（木）ダイバーシティ東京　プラザ　フェスティバル広場)[87]

- アイドル甲子園 in Spotify O-EAST -DAY2- (2025年1月3日（金）Spotify O-EAST)[88]

- ArcJewel New Year LIVE 2025 in Zepp DiverCity ～AJ15周年スペシャル!! Zepp DCでワンコイン！？～ (2025年1月4日（土）Zepp DiverCity)[89]

- GIRLS☆DELIGHT #320-2025新春祭[90] (2025年1月4日（土）シティホール五反田)

- なみだ色の消しごむ presents「Neat Meets vol.8」 (2025年1月5日（日）白金高輪SELENE b2)[91]
- 新春ガルデラEXPO[92] (2025年1月7日（火）Spotifi O-EAST)
- ArcJewel15周年記念大感謝LIVE‼　AJ Premier‼[93](2025年1月12日（日）ヒューリックホール東京)
- IDOL ∞INFINITY vol.1（2025年1月18日（土) CITYHALL & GALLERY GOTANDA）[94]
- Ma’Scar’Piece主催「Scratch vol.1」(2025年2月8日（土）GARDEN新木場FACTORY)[95]
- IDOL ∞INFIITY vol.N32025年2月11日（火）CITY HALL & GALLERY GOTANDA)[96]
- TOKYO GIRLS GIRLS extra!!(2025年2月11日（火）有楽町ヒューリックホール)[97]
- きみにZOKKONフェス(2025年2月15日（土）富士急ハイランド　セントラルパークステージ)[98]

- HYPE IDOL!(2025年2月16日（日）Zepp DiverCity)[99]
- SWEET VALENTINE 2025[100](2025年2月16日（日）神田明神ホール)
- Mush Idol Supported by アイコレ(2025年2月21日（金）Spotify O-EAST)[101]
- IDOL ∞INFINITY vol.4 (2025年2月21日（金）白金高輪SELENE b2)[102]

- AOAO主催公演 ブルーセッション EX(2025年2月22日（土）東京キネマ倶楽部)[103]
- IDOL ∞ INFINITY vol.5 (2025年2月22日（土）ヒューリックホール東京)[104]
- ＠JAM the Field vol.27[105] (2025年2月24日（月祝）白金高輪SELENE b2)

- CREATEｓ presents IDOL RUNWAY COLLECTION 2025 Supported by TGC (2025年3月2日（日）国立代々木競技場　第一体育館)（福田ひなた）
- ＠ジャムムFes 2025 Spring　[106]　(2025年3月2日（日）上野水上音楽堂)
- GIRLS☆DELIGHT×IDOL Tresure bottle LIVE vol.3](2025年3月2日（日）イオンモール幕張新都心)[107]
- ひなまつりライブ[108]　(2025年3月3日（月）Veats SHIBUYA)

- IDORISE‼!FESTIVAL2025 DAY1 (2025年3月8日(土)duo MUSIC EXCHANGE)[109]
- IDORISE‼!FESTIVAL2025 DAY2 (2025年3月9日(日)ＷＯＭＢ)
- DressUp (2025年3月11日（火）Veats SHIBUYA)[110]

- SWEET PARTY(2025年3月12日（水）Veats SHIBUYA)[111]
- HEROINS WHITEDAY 2025(2025年3月13日（木）KANDA SQUARE HALL)[112]

- TIF ASIA TOUR 2025 in TOKYO　DAY2(2025年3月16日（日）白金高輪SELENE b2)[113]
- ONE AND ONLY Vol.11(2025年3月20日（木・祝）飛行船シアター)[114]
- YOEI FES(2025年3月22日（土）歌舞伎町タワー野外タワーステージ)[115]

- 楽演祭EXTRA -春のアイドル祭り 2025(2025年3月23日（日）ところざわサクラタウン ジャパンパビリオン)
- HYPE IDOL!(2025年3月23日（日）神田SQUARE HALL)[116]

- アキシブproject夢千乱舞(2025年3月24日（月）Veats SHIBUYA)[117]
- MARQUEE祭 vol.157 (2025年3月27日（木）Spotify O-WEST)[118]
- ＠ジャムムFes 2025 Spring (2025年3月29日（土）飛行船シアター)[119]
- Ms’Scar’Piece主催　「Scratch EX」(2025年3月31日（月）渋谷CLUB QUATTRO)[120]
- ダイバーシティ駅伝 in TOKYO (2025年4月5日(土) (福田ひなた)
- JAPAN IDOL SUPER LIVE 2025　(2025年4月8日（火）豊洲PIT)[121]
- ふぃくふぇす! Vol.14　(2025年4月14日（月）Spotify O-EAST） [122]
- LEADING(2025年4月14日（月）duo MUSIC EXCHANGE) [123]
- SWEET PARTY-FREE- (2025年4月16日（水）神田明神ホール)[124]
- AGE FES!(2025年4月17日（木）Spotify　O-EAST)[125]
- STAY TUNE!（2025年4月22日(火)duo MUSIC EXCHANGE)[126]
- 歌舞伎町UP GATE 2025（2025年5月5日(月祝)APEXIA)[127]
- IDOL∞INFINITY vol.9（2025年5月6日(火祝)WITH HARAJUKU HALL)[128]
- 夢千乱舞 -渋谷編-(2025年5月15日(木)渋谷ストリームホール)[129]
- リーディングエクストロメ福島(2025年5月17日(土)・18日(日)三崎公園野外音楽堂)[130]
- MARQUEE Fes(2025年5月20日(火)Spotify O-EAST）[131]
- ハルライズ(2025年5月29日(木)渋谷ストリームホール)[132]
- 太陽と踊れ月夜に唄え　TAIBAN LIVE「日進月歩」(2025年6月14日(土)渋谷horevutai)[133]
- 推せ推せ！YOKOHAMA☆IDOL SERIES 2025(2025年6月17日(火)横浜スタジアム外周ライト側芝生エリア周辺（公園遊具付近）)[134]
- IDOL ∞ INFINITY vol.11(2025年6月19日(木)白金高輪SELENEｂ２)[135]
- アキシブ×カレアイ×スイアレ3マンSP!!!(2025年6月21日(土)赤羽ReNY alpha)[136]
- IDOL ∞ INFINITY vol.12(2025年6月22日(日)EBiS303)[137]
- GIRLS☆DELIGHT×IDOL Treasure bottle LIVE vol.5(2025年6月22日(日)イオンモール幕張新都心　グランドモール１F　グランドスクエア)[138]
- 「JAPAN IDOL SUPER LIVE 2025」ULTRA FES@豊洲PIT編（2025年6月30日(月)　豊洲PIT）[139]
- UNIDOL 2025 Summer supported by 17 LIVE 関東予選1日目シークレットゲスト(2025年6月30日(月)新宿ReNY)[140]
- CRAYON Fes supported by UP-T(2025年7月1日(火)豊洲PIT)[141]
- IDOL ∞ INFINITY vol.13(2025年7月2日(水)白金高輪SELENEｂ２)[142]
- IDOL ∞ INFINITY vol.14(2025年7月3日(木)白金高輪SELENEｂ２)[143]
- 超NATSUZOME2025(2025年7月6日（日）幕張海浜公園Gブロック特設会場)[144]
- MyDearDarlin’Presents Live Loud！番外編～可憐～(2025年7月8日(火)白金高輪SELENE b2）[145]
- LEADING FUKUOKA(2025年7月12日(土)福岡豊田ホール　スカラエスパシオ）[146]
- バリカタッ！(2025年7月13日(日)福岡豊田ホール　スカラエスパシオ）[147]
- EVOLUTION POP! Vol.80(2025年7月14日(月)Spotify O-WEST）[148]
- ガルデラ道場(2025年7月18日(金）KABUKICHO TOWER STAGE)[149]
- 関ケ原唄姫合戦(2025年7月20日,21日　桃配運動公園）[150]
- UTAGE FES Vol.3　(2025年7月22日(火)Zepp Shinjuku）[151]
- TOKYO GIRLS GIRLS 5th Anniversary(2025年7月26日(土),27日(日)品川インターシティ)[152]
- 真夏のJewel Beat!! 2025 SP(2025年7月29日(火) Zepp Shinjuku）[153]
- SWEET SUMMER 2025(2025年7月30日(水）WWWX)[154]
- TOKYO IDOL FESTIVAL 2025(2025年8月1日(土)、2日(日)）[155]
- STAY TUNE!(2025年8月5日(火)白金高輪SELENEｂ２）[156]
- Girl's Bomb！！　～真夏の祭典SP！～(2025年8月7日(木)CLUB CITTA'川崎）[157]
- 花色フェス〜夏花火〜(2025年8月9日(土)Zepp Shinjuku)[158]
- O-STAR FES(2025年8月9日(土)COMTEC PORTBASE）[159]
- IDOL SUMMER JUNGLE 2025(2025年8月10日(日)～11日(月祝)お台場R地区 野外特設会場）[160]
- IDOL INFINITY HOLIDAY SP DAY1(2025年8月12日(火)CITY HALL ＆GALLERY GOTANDA）[161]
- NEO KASSEN 2025(2025年8月13日(水)duo MUSIC EXCHANGE）[162]
- IDOL INFINITY HOLIDAY SP DAY2(2025年8月13日(水)CITY HALL ＆GALLERY GOTANDA）[163]
- IDOL INFINITY HOLIDAY SP DAY3(2025年8月14日(木)CITY HALL ＆GALLERY GOTANDA）[164]
- Scratch vol.2 ～Ma'Scar'Piece 1st Anniversary SP～(2025年8月15日(金)KT Zepp Yokohama）[165]
- Hi！Hi！FES.(2025年8月16日(土)シティホール五反田）[166]

### イベント
可憐なアイボリーのファンミしちゃうぞ
| #                | 日時                                       | 会場                         | 備考                                                              |
| ---------------- | ------------------------------------------ | ---------------------------- | ----------------------------------------------------------------- |
| Vol.1            | 2021年12月5日(日)                          | 東京・池袋harevutai          | 1部：14時00分〜 2部：18時00分〜                                   |
| Vol.2            | 2022年2月13日(日)                          | 東京・YOANI Live Station     | 1部：14時00分〜 2部：18時00分〜 土屋玲実誕生祭                    |
| Vol.3            | 2022年3月13日(日)                          | 東京・YOANI Live Station     | 1部：14時00分〜 柴咲あかり誕生祭 2部：18時00分〜 寺本理絵誕生祭   |
| Vol.4            | 2022年4月17日(日)                          | 東京・YOANI Live Station     | 1部：14時00分〜 高澤百合愛誕生祭 2部：18時00分〜 波左間美晴誕生祭 |
| Vol.5            | 2022年5月1日(日)                           | 横浜・横浜ランドマークホール | 16時30分〜                                                        |
| Vol.5 〜in大阪〜 | 2022年5月22日(日)                          | 大阪・ESAKA MUSE             | 15時00分〜                                                        |
| Vol.6            | 2022年6月19日(日)                          | 東京・YOANI Live Station     | 1部：13時00分〜 永尾梨央誕生祭 2部：17時00分〜 小坂ねね誕生祭     |
| Vol.7            | 2022年7月30日(土) ※振替：2022年8月27日(土) | 東京・YOANI Live Station     | 1部：14時00分〜 2部：18時00分〜 小田桐ななさ誕生祭                |
| Vol.8 〜in広島〜 | 2022年8月14日(日)                          | 広島・LIVE VANQUISH          | 14時00分〜                                                        |
| Vol.9            | 2022年9月3日(土)                           | 東京・YOANI Live Station     | 1部：14時00分〜 2部：18時00分〜 福田ひなた誕生祭                  |
| Vol.10           | 2022年11月20日(日)                         | 東京・YOANI Live Station     | 1部：14時00分〜 名切みあ誕生祭 2部：18時00分〜                    |

可憐なアイボリー 定期公演 〜僕らはいつだって戦ってる〜
| #     | 日時                  | 会場                 | 備考                            |
| ----- | --------------------- | -------------------- | ------------------------------- |
| Vol.1 | 2022年2月23日(木・祝) | 東京・池袋harevutai  | 1部：14時00分〜 2部：18時00分〜 |
| Vol.2 | 2023年8月11日(金・祝) | 東京・飛行船シアター | 1部：14時00分〜 2部：18時00分〜 |

可憐なアイボリー 誕生祭2023シリーズ
|                | 日時               | 会場                           | 備考       |
| -------------- | ------------------ | ------------------------------ | ---------- |
| 土屋玲実編     | 2023年3月18日(土)  | 東京・新宿FACE                 | 12時00分〜 |
| 柴咲あかり編   | 2023年3月18日(土)  | 東京・新宿FACE                 | 15時30分〜 |
| 寺本理絵編     | 2023年3月18日(土)  | 東京・新宿FACE                 | 19時00分〜 |
| 高澤百合愛編   | 2023年4月16日(日)  | 東京・YOANI Live Station       | 14時00分〜 |
| 波左間美晴編   | 2023年4月16日(日)  | 東京・YOANI Live Station       | 18時00分〜 |
| 永尾梨央編     | 2023年6月18日(日)  | 東京・YOANI Live Station       | 14時00分〜 |
| 小坂ねね編     | 2023年6月18日(日)  | 東京・YOANI Live Station       | 18時00分〜 |
| 小田桐ななさ編 | 2023年7月23日(日)  | 東京・YOANI Live Station       | 14時00分〜 |
| 福田ひなた編   | 2023年9月10日(日)  | 東京・飛行船シアター           | 14時00分〜 |
| 名切みあ編     | 2023年11月12日(日) | 神奈川・横浜ランドマークホール | 14時00分～ |

- 可憐なアイボリーと浴衣でサマーセッション（2022年7月8日(金)、東京・KeyStudio）
- カレアイにちょっと会いに来てみませんか？（2022年8月14日(日)、広島・LIVE VANQUISH）
- 「花火より恋」リリース＆MV公開記念生配信イベント（2022年8月24日(水)、東京・LOFT9 Shibuya）
- 可憐なアイボリー特別企画「れみりん、おかえりなさい」イベント（2022年9月28日(水)、東京・LOFT9 Shibuya）
- 1st Anniversary Live〜アイドルでよかった。〜[168]（2022年10月23日(日)、東京・イイノホール）
- 可憐なアイボリーのクリパしちゃうぞ（2022年12月11日(日)、東京・YOANI Live Station ）
- 可憐なアイボリーと浴衣でサマーセッション2023（2023年7月29日(土)、東京・KeyStudio）[169]
- 無料YouTube公開収録！～メンバーカラー大発表会SP～（2023年9月10日(日)、東京・飛行船シアター）
- 2nd Anniversary Live〜君は必ず好きになる〜 東京公演（2023年10月8日(日)、東京・竹芝ニューピアホール）
- 2nd Anniversary Live〜君は必ず好きになる〜 大阪公演（2023年10月22日(日)、大阪・TakaraOsaka）

## テレビ・ラジオ・メディア
- アイドルジェネレーション 2023年4月14日(金)ラジオNIKKEI第１
- 生放送だよ！アイドルお宝くじ 2024年3月27日(水)CSテレ朝チャンネル1
- アイドルしか勝たん！ 2023年5月16日(木)RNC西日本放送
- さわやかラジオおはようハイタッチ 2023年5月21日(火)RNC西日本放送
- アイドルしか勝たん！ 2023年5月21日(火)RNC西日本放送（福田・寺本）
- 「グッチ―のGood Friday!」 2024年7月12日(金)HBCラジオ
- 「今日ドキッ！」 2024年7月12日(金)HBCテレビ
- TIF presents ONE SONG FES. 2024年7月31日(水)フジテレビ(深夜放送26:10～)
- 日曜の予定は未定 2024年8月4日(水)HBCラジオ (永尾・寺本)
- 旬アイドル　2024年11月7日(木)夕刊フジ（河合ここゆ）
- ひろしま コイらじ 2024年11月26日(火) NHK広島放送局(ラジオ)(永尾・西原)
- AFTERNOON COLORS 2024年12月5日(木) FM AICHI (永尾・土屋・河合)
- 推シマシ　2024年12月5日(木) CBCラジオ (永尾・土屋)
- アイドルジェネレーション 2024年12月13日(金)ラジオNIKKEI第１ (波左間・柴咲・橘)
- チキチキジョニーのいただきました！3時間！ 2024年12月23日(月)ラジオ大阪（寺本・福田）
- GENZ(ジェネジー)　2024年12月26日(木)ZIP-FM(永尾・土屋・河合)
- アカネクラブ　2024年12月27日(金)FM大阪（寺本・福田）
- Mタウン　2025年1月6日(月)MBS毎日放送（寺本・福田）
- 道との遭遇　2025年1月7日(火)CBCテレビ（永尾・土屋・河合）
- TREASURE TIMES　2025年1月19日(日)FM福岡（波左間・永尾・西原）
- 高田りおんのGO-！EVENING!　2025年1月20日(月)FM山陰（土屋・福田・河合）
- ＃タイムちゃん　2025年1月21日(火)FM FUJI（永尾・福田）
- ＃白井みゆきのみゆうじっく♪　2025年1月22日(水)RNC西日本放送（永尾・高澤・一ノ瀬）
- Super Friday DJ Pocky's Radio Show! WEEKEND JAM　2025年1月24日(金)FM宮崎（波左間・永尾・西原）
- Music House　2025年1月26日(日)　ABCテレビ（寺本・福田）
- ばりはやっ！　2025年1月28日(火)　FBS福岡放送
- カムカムFM FUKUOKA　2025年2月1日(土)　FM福岡（波左間・永尾・西原）
- AIR　2025年2月3日(月)　NIB長崎国際テレビ
- アイドルしか勝たん！　2025年2月4日(火)　RNC西日本放送ラジオ（福田・土屋・河合）
- MAGIC HOUR　2025年2月4日(火)　FM長野（寺本・一ノ瀬）
- 夕刊ラジオ　2025年2月4日(火)　エフエム岩手（寺本・柴咲・小田桐）
- AuDee CONNECT　2025年2月4日(火)JFN系列（寺本・一ノ瀬）
- キャッチ！　2025年2月12日(水)16:00～　エフエム滋賀（福田・河合）
- MUSIC WOLF TV　2025年2月12日(木)25:26～　NBC長崎放送テレビ
- Kiss&Ride　2025年2月18日(火)12:00～　FMヨコハマ（永尾・波左間）
- DJ KOOxREBOOT THE WORLD　2025年5月3日、10日　17:00-18:30ラジオ関西　(福田・波左間)
- バズリズム０２　2025年5月23日　25:44～　日本テレビ[170]
- プレミアMelodiX!　2025年6月16日(月)　26:50-27:20　テレビ東京[171]